# Línea C-2 (Cercanías Madrid)
La línea C-2 de Cercanías Madrid recorre 64,5 km a lo largo del corredor del Henares de la Comunidad de Madrid y parte de Guadalajara, en Castilla-La Mancha entre las estaciones de Guadalajara y Chamartín pasando por Atocha. En su recorrido discurre por los municipios de Guadalajara (1 estación), Azuqueca de Henares (1 estación), Meco (1 estación), Alcalá de Henares (3 estaciones), Torrejón de Ardoz (2 estaciones), Coslada (2 estaciones) y Madrid (9 estaciones).
En horas punta circulan trenes directamente entre Guadalajara y Chamartín, que utilizan la vía de contorno entre San Fernando de Henares y el norte de Madrid, efectuando menos paradas. En concreto, se realizan 10 paradas menos que en el recorrido habitual y se ahorran en torno a 20 minutos de trayecto. Estos servicios se denominan CIVIS y parten de la estación de Guadalajara pasando por Azuqueca, Meco, Alcalá de Henares Universidad, Alcalá de Henares, Torrejón de Ardoz, San Fernando y Fuente de la Mora, llegando por último a Chamartín.
Desde el 5 de noviembre de 2018, comparte todo su recorrido (excepto el ramal CIVIS) con la línea C-8. Antes, los trenes continuaban más allá de Chamartín como trenes de la C-8 hacia Cercedilla, incluso siguiendo algunos como trenes de Media Distancia hacia Segovia.

## Historia
La línea utiliza el túnel de la risa y la línea Madrid-Zaragoza desde que se creó la red de Cercanías Madrid, no habiendo sido ampliada en cuanto a km se refiere, sin embargo algunas de las estaciones han cambiado de nombre o se han construido a posteriori.
A principios de los años 90, la estación de Coslada-San Fernando, cambió su nombre por San Fernando. Si bien es cierto que ésta se encuentra en el término municipal de Coslada, está próxima al centro de San Fernando de Henares. Dicho cambio viene motivado para distinguirla mejor de la estación de Coslada.
En septiembre de 1996 se añadió a la línea la estación de El Pozo, situada entre las estaciones de Vallecas y Entrevías, dando servicio al barrio homónimo que había experimentado un gran crecimiento demográfico en los últimos años.
En 1998, con motivo de la inauguración de la nueva sede de la Asamblea de Madrid, en el barrio de Entrevías, se propuso que la estación de Entrevías fuera renombrada como estación de Asamblea de Madrid, desapareciendo la actual denominación. Esto motivó a que los vecinos del barrio se movilizasen para que la estación llevase los dos topónimos, dado que "Entrevías" era el nombre original de la estación, el nombre de uno de los barrios y de la avenida a que da servicio el apeadero. Así, finalmente la estación se llamó Asamblea de Madrid-Entrevías.
El 4 de marzo de 1999 se inauguró la nueva estación de Vallecas, situada a unos 200 m al este de la anterior. Este cambio vino motivado por la ampliación de la línea 1 de Metro de Madrid hasta la estación de Congosto, que incluía un enlace con Cercanías en la estación Sierra de Guadalupe, convirtiéndola en un intercambiador.
En 2004 un tren de esta línea fue protagonista en los atentados del 11 de marzo de 2004, un tren de la serie 446 que se dirigía a Chamartín y que estalló frente a la calle de Téllez, muy próximo a la estación de Atocha. 
El 22 de mayo de 2004 se abre al público la estación de La Garena en Alcalá de Henares, ubicada al oeste del casco urbano, entre las estaciones de Alcalá de Henares y Torrejón de Ardoz.
El 31 de agosto de 2015 se abre al público la estación de Soto del Henares en Torrejón de Ardoz, ubicada al este del casco urbano, entre las estaciones de La Garena y Torrejón de Ardoz.
Debido a las obras de mejora de Chamartín desde el 4 de febrero, la C-2 se prolonga en la práctica hasta El Escorial, como hacia la C-8 antes del 2011, aunque la mayoría de trenes siguen terminando en Chamartín. A pesar de ello, se anuncian como servicios C-3a entre El Escorial y Chamartín, pero con destino Guadalajara por Recoletos en vez de Aranjuez por Sol.

## Material móvil
El 9 de julio de 2008, con la apertura del segundo Túnel de la Risa entre Atocha y Chamartín, la línea absorbe los servicios de la línea C-1, contando con trenes de las series Renfe 446 y 450. Desde el desdoble con la línea C-8, se ven más regularmente trenes de la serie 465 (Civia).

## Recorrido
La línea comienza en la comunidad autónoma de Castilla-La Mancha, en Guadalajara. Sigue por Azuqueca de Henares y, de allí, entra en la Comunidad de Madrid, concretamente por el término municipal de Meco.
Las siguientes estaciones se encuentran en Alcalá de Henares, la primera Alcalá de Henares Universidad junto al campus de la UAH. La segunda, Alcalá de Henares, que da servicio al centro urbano y la tercera, La Garena, situada al oeste del municipio.
Después, pasa por Torrejón de Ardoz, contando con dos estaciones: Soto del Henares y Torrejón de Ardoz. Sigue por el municipio de Coslada, con las estaciones de San Fernando y Coslada.
A continuación, siguiendo el Corredor del Henares entra en Madrid por el distrito de Vicálvaro, que cuenta con una estación (del mismo nombre), continúa por los distritos de Villa de Vallecas y Puente de Vallecas, con las estaciones de Santa Eugenia, Vallecas, El Pozo y Asamblea de Madrid-Entrevías. Después, llega a la estación de Atocha y continúa hasta Chamartín-Clara Campoamor pasando por las estaciones de Recoletos y Nuevos Ministerios
Tras esta última estación se unen dos vías de contorno, usadas por los trenes CIVIS, que vienen desde Guadalajara y Fuente de la Mora, siendo así la vía cuádruple desde Alcalá de Henares.
Conecta con:
- Línea C-1 en las estaciones de Atocha, Recoletos, Nuevos Ministerios, Chamartín-Clara Campoamor y Fuente de la Mora (CIVIS).
- Línea C-3 en las estaciones de Atocha, Nuevos Ministerios y Chamartín-Clara Campoamor.
- Línea C-4 en las estaciones de Atocha, Nuevos Ministerios y Chamartín-Clara Campoamor.
- Línea C-5 en la estación de Atocha.
- Línea C-7 en las estaciones de Alcalá de Henares, La Garena, Soto del Henares, Torrejón de Ardoz, San Fernando, Coslada, Vicálvaro, Santa Eugenia, Vallecas, El Pozo, Asamblea de Madrid-Entrevías, Atocha, Recoletos, Nuevos Ministerios y Chamartín-Clara Campoamor.
- Línea C-8 en las estaciones de Guadalajara, Azuqueca, Meco, Alcalá de Henares Universidad, Alcalá de Henares, La Garena, Soto del Henares, Torrejón de Ardoz, San Fernando, Coslada, Vicálvaro, Santa Eugenia, Vallecas, El Pozo, Asamblea de Madrid-Entrevías, Atocha, Recoletos, Nuevos Ministerios y Chamartín-Clara Campoamor.
- Línea C-10 en las estaciones de Atocha, Recoletos, Nuevos Ministerios y Chamartín-Clara Campoamor.
- Metro de Madrid en las estaciones de Coslada, Vicálvaro, Vallecas, Atocha, Nuevos Ministerios y Chamartín-Clara Campoamor.
- Metro Ligero de Madrid en la estación de Fuente de la Mora (CIVIS).

### CIVIS
Los trenes CIVIS son un servicio exprés que solo efectúan parada en las estaciones más importantes para reducir el tiempo de viaje. Realizan su recorrido a través de la vía de contorno, por lo que también efectúan parada en Fuente de la Mora, una estación que no está presente en el trayecto habitual de la línea.

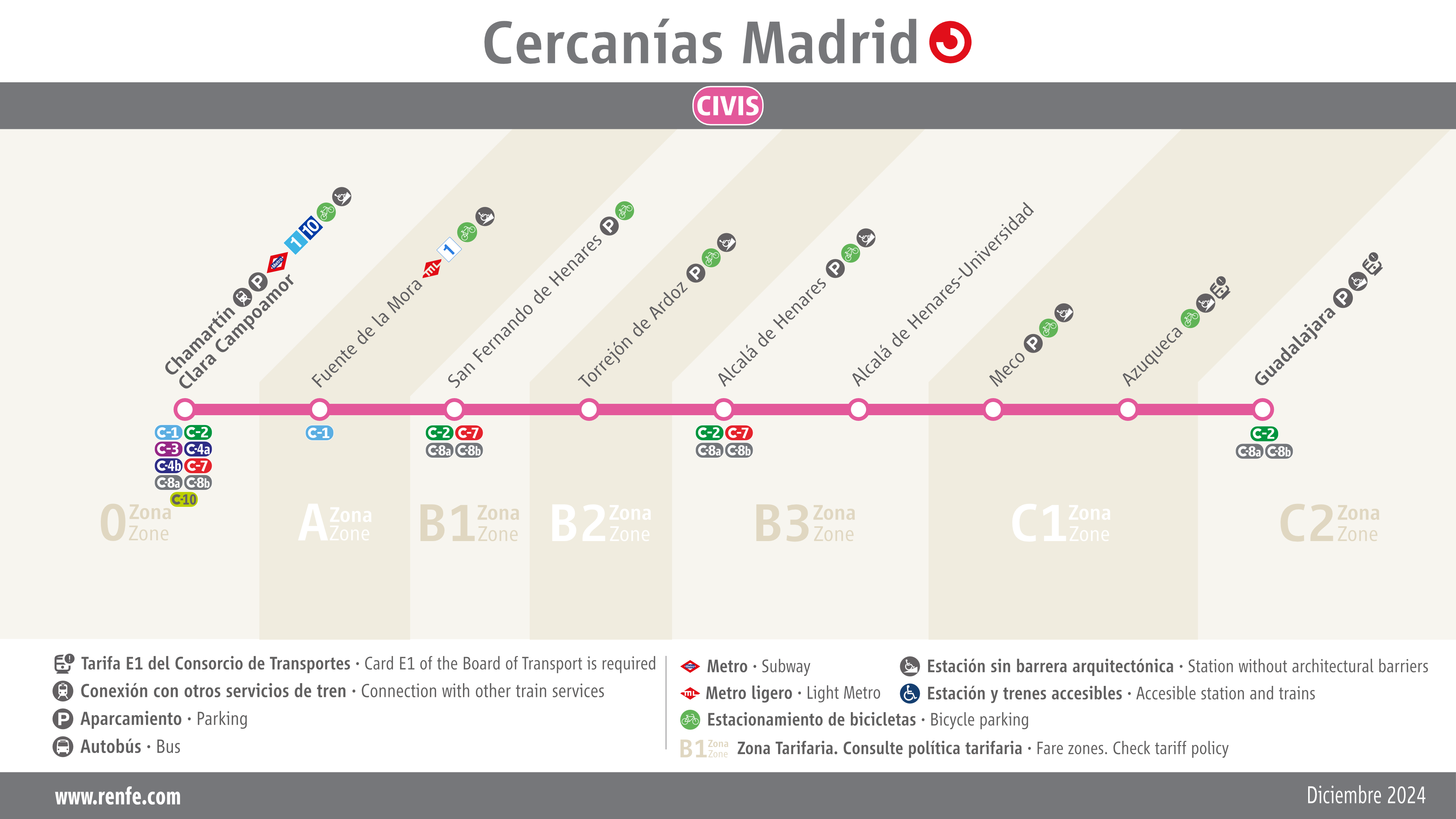
Línea CIVIS de Cercanías Madrid

## Estaciones
| Estación                      | Acc. | Enlaces                                        | Apertura                | Distrito                                          | Municipio           | Notas                                          |
| ----------------------------- | ---- | ---------------------------------------------- | ----------------------- | ------------------------------------------------- | ------------------- | ---------------------------------------------- |
| Guadalajara                   |      | AVE, Larga Distancia y Media Distancia (Renfe) | 3 de mayo de 1859       | Guadalajara                                       | Guadalajara         |                                                |
| Azuqueca                      |      |                                                | 3 de mayo de 1859       | Azuqueca de Henares                               | Azuqueca de Henares |                                                |
| Meco                          |      |                                                | 3 de mayo de 1859       | Meco                                              | Meco                |                                                |
| Alcalá de Henares-Universidad |      |                                                | 1 de diciembre de 1975  | Ensanche El Val                                   | Alcalá de Henares   | Anteriormente Alcalá-Universidad (1975-1984)   |
| Alcalá de Henares             |      | AVE, Larga Distancia y Media Distancia (Renfe) | 3 de mayo de 1859       | Centro Chorrillo-Garena                           | Alcalá de Henares   |                                                |
| La Garena                     |      |                                                | 22 de mayo de 2004      | Reyes Católicos Chorrillo-Garena                  | Alcalá de Henares   |                                                |
| Soto del Henares              |      |                                                | 31 de agosto de 2015    | Parque Cataluña-Mancha Amarilla- Soto del Henares | Torrejón de Ardoz   |                                                |
| Torrejón de Ardoz             |      |                                                | 3 de mayo de 1859       | Centro Los Fresnos-Castillo-San José              | Torrejón de Ardoz   |                                                |
| San Fernando de Henares       |      |                                                | 3 de mayo de 1859       | Barrio de la Estación                             | Coslada             | Anteriormente Coslada-San Fernando (1859-1990) |
| Coslada                       |      |                                                | 1983                    | Casco urbano                                      | Coslada             |                                                |
| Vicálvaro                     |      |                                                | 3 de mayo de 1859       | Vicálvaro                                         | Madrid              |                                                |
| Santa Eugenia                 |      |                                                | Enero de 1989           | Villa de Vallecas                                 | Madrid              |                                                |
| Vallecas                      |      |                                                | 4 de marzo de 1999      | Villa de Vallecas Puente de Vallecas              | Madrid              |                                                |
| El Pozo                       |      |                                                | 1 de septiembre de 1996 | Puente de Vallecas                                | Madrid              | Anteriormente Madrid Sur-El Pozo (en proyecto) |
| Asamblea de Madrid-Entrevías  |      |                                                | Marzo de 1977           | Puente de Vallecas                                | Madrid              | Anteriormente Entrevías (1977-1998)            |
| Atocha                        |      | AVE, Larga Distancia y Media Distancia (Renfe) | 27 de julio de 1988     | Arganzuela Retiro Centro                          | Madrid              |                                                |
| Recoletos                     |      |                                                | 18 de julio de 1967     | Centro Salamanca                                  | Madrid              | Inaugurada como Calvo Sotelo (1967)            |
| Nuevos Ministerios            |      |                                                | 18 de julio de 1967     | Chamberí Tetuán Chamartín                         | Madrid              |                                                |
| Chamartín-Clara Campoamor     |      | AVE, Larga Distancia y Media Distancia (Renfe) | 18 de julio de 1967     | Chamartín                                         | Madrid              |                                                |

## Futuro
Se encuentra en ejecución la reforma del edificio de viajeros, instalación de ascensores y mejora de andenes en la estación de Alcalá de Henares. y la línea C-2 CIVIS tendrá dos nuevas estaciones una estación en el Parque Juan Carlos I y otra en Rejas